# Josef Nedorost (herec)
Josef Nedorost (20. září 1955 České Budějovice – červenec 2020 České Budějovice) byl český herec.
V roce 1982 vystudoval činoherní herectví na Janáčkově akademii múzických umění v Brně. První angažmá získal ve Státním divadle v Brně (dnes Národní divadlo Brno), posléze nastoupil do trvalého angažmá v Divadle E. F. Buriana v Praze.
Hrál v českých filmech Anděl svádí ďábla (1988) a Pěsti ve tmě (1986), kde hrál německého boxera Kurta Schallera soupeřícího s Vildou Jakubem představujícího československého boxera Vildu Jakše, kterého ztvárnil Marek Vašut. Hrál také ve filmu Playgirls 2 (1995) režiséra Víta Olmera. V zahraniční produkci účinkoval ve filmech Pohraničí v ohni (1991), Rošáda (1992) nebo Lazebník sibiřský (1998). V roce 1997, ve 42 letech, po požití čerstvě nadojeného kravského mléka onemocněl klíšťovou meningoencefalitidou, ochrnul a byl upoután na invalidní vozík a dlouhodobé se rehabilitoval v Rehabilitačním ústavu Kladruby. Nemoc mu zanechala vážné psychické následky –  trpěl depresemi a úzkostlivými stavy.
Jeho nejslavnější filmovou rolí byl vekslák Richard Šindler ve snímcích Bony a klid (1987) a Bony a klid 2 (2014). Z domácích seriálů byl obsazen v seriálu Ulice jako Standa Prášil, v seriálu Redakce, Strážce duší,  Příkopy a Cesty domů. Naposledy ztvárnil Jiřího Rónu v seriálu Čechovi režiséra a scenáristy Tomáše Magnuska v roce 2019. Zesnul 25. července 2020 ve věku 64 let v rodných Českých Budějovicích, kde žil v šestém patře panelového domu se svou matkou, po jejímž úmrtí zůstal sám.

## Dokumenty
- 13. komnata Josefa Nedorosta[6][7]

## Filmové role
- 2014 Bony a klid 2 – Richard
- 2003 Duše jako kaviár
- 1988 Anděl svádí ďábla
- 1987 Bony a klid – vekslák Richard
- 1986 Pěsti ve tmě – Kurt Schaller

## Dabingové role
- 1998 Mercury
- 1999 Asterix a Obelix
- 2001 Asterix a Obelix: Mise Kleopatra
- 2002 Kriminálka Miami
- 2004 Jeho fotr, to je lotr!
- 2014 Strážci Galaxie